# My Heart Is Calling
My Heart Is Calling è una canzone della cantante Whitney Houston pubblicata nel 1997 come terzo ed ultimo singolo estratto dalla colonna sonora del film Uno sguardo dal cielo.

## Tracce
1. My Heart Is Calling
2. I Go to the Rock